# Rodeo (sport)
Rodeo je takmičarski sport koji je nastao radnom praksom čuvanja stoke u Španiji, Meksiku i kasnije Centralnoj Americi, Južnoj Americi, Sjedinjenim Državama, Kanadi, Australiji, Novom Zelandu i Filipinima. Zasnovan je na veštinama koje su bile neophodne vakuerima na čareriji, i kasnijim kaubojima u današnjem zapadnom delu Sjedinjenih Država, zapadnoj Kanadi i severnom Meksiku. Danas je to sportski događaj koji uključuje konje i drugu stoku, osmišljen da testira veštinu i brzinu kauboja. Profesionalni rodeo u američkom stilu uglavnom uključujе sledeće događaje: svezivanje kanapom, timsko vezivanje, rvanje vola, jahanje razuzdanog konja sa sedlom i bez sedla, jahanje bikova i trka oko buradi. Događaji su podeljeni u dve osnovne kategorije: grubi događaji i događaji s odmeravanjem vremena. U zavisnosti od upravne organizacije i regiona, drugi događaji takođe mogu biti deo nekih rodea, kao što su vezivanje odbegle stoke, vezivanje koza i galop između motki.
Američki rodeo, koji je posebno popularan danas u kanadskoj provinciji Alberta i širom zapadnih Sjedinjenih Država, zvanični je državni sport Vajominga, Južne Dakote i Teksasa. Ikonična slika siluete „jahača na razuzdalom konju” je registrovani zaštitni znak federacije i države Vajoming. Zakonodavna skupština Alberte razmatrala je da američki rodeo postane zvanični sport te provincije. Međutim, zakonsko odobronje tek treba da bude doneseno.
U Sjedinjenim Državama profesionalnim rodeom upravljaju i sankcionišu ga Profesionalna asocijacija rodeo kauboja (PRCA) i Ženska profesionalna rodeo asocijacija (VPRA), dok druga udruženja upravljaju dečjim, srednjoškolskim, studentskim, poluprofesionalnim i seniorskim rodeom. Asocijacije postoje i za Indijance i druge manjinske grupe. Tradicionalna sezona za takmičarski rodeo traje od proleća do jeseni, dok krug modernog profesionalnog rodea traje duže, a završava se sa PRCA Nacionalnim finalnim rodeom (NFR) u Las Vegasu, Nevada, koji se održava svakog decembra.
Rodeo je izazvao opoziciju zastupnika životinjskih prava i dobrobiti životinja, koji tvrde da razna takmičenja predstavljaju okrutnost prema životinjama. Američka rodeo industrija postigla je napredak u poboljšanju dobrobiti rodeo životinja, sa posebnim zahtevima za veterinarsku negu i drugim propisima koji štite rodeo životinje. Uprkos toga, rodeu se protivi niz organizacija za zaštitu životinja u Sjedinjenim Državama i Kanadi. Neke lokalne i državne vlasti u Severnoj Americi zabranile su ili ograničile rodeo, određene rodeo događaje ili vrste opreme. Internacionalno, rodeo je zabranjen u Velikoj Britaniji i Holandiji, a druge evropske države postavljaju ograničenja na određene prakse.

## Literatura
- Allen, Michael (1998). Rodeo Cowboys in the North American Imagination. Reno, Nevada: University of Nevada Press. ISBN 9780874173154.[мртва веза]
- Armstrong, Susan Jean; Botzler, Richard George (2003). The Animal Ethics Reader. London: Routledge. ISBN 9780415275880.
- Broyles, Janell (2006). Barrel Racing. New York City: The Rosen Publishing Group. стр. 4. ISBN 9781404205437.
- Candelaria, Cordelia; García, Peter J.; Aldama, Arturo J. (2004). Encyclopedia of Latino Popular Culture. Westport, CT: Greenwood Publishing Group. ISBN 9780313332104.
- Chisholm, Alec H., ур. (1963). „Bushmen's Carnivals”. The Australian Encyclopaedia. 2. Sydney: Halstead Press. стр. 213.
- Curnutt, Jordan (2001). Animals and the Law: A Sourcebook. Santa Barbara, California: ABC-CLIO. ISBN 9781576071472.
- Evans, James Warren (2001). Horses: A Guide to Selection, Care, and Enjoyment. New York City: W. H. Freeman and Company. стр. 476. ISBN 9780716742555.
- Groves, Melody (2006). Ropes, Reins, and Rawhide: All About Rodeo. Albuquerque, New Mexico: University of New Mexico Press. ISBN 9780826338228.
- Kirsch, George B.; Harris, Othello; Elaine Nolte, Claire (2000). Rodeo. Encyclopedia of Ethnicity and Sports in the United States. Westport, CT: Greenwood Publishing Group. стр. 390. ISBN 9780313299117.
- Harris, Moira C. (2007). Rodeo and Western Riding. Edison, NJ: Chartwell Books. ISBN 9780785822011.
- Lawrence, Elizabeth Atwood (1984). Rodeo: An Anthropologist Looks at the Wild and the Tame. Chicago: University of Chicago Press. ISBN 9780226469553.
- Martin, Desmond (1959). Australia Astride. Sydney: Angus and Robertson. OCLC 155832392.
- Miller, Robert M.; Lamb, Richard A. (2005). Revolution in Horsemanship. Guilford, CT: Lyons Press. ISBN 9781592283873.
- Shaw, John Henry (1984). Roughriding. Collins Australian Encyclopedia. Sydney: William Collins. ISBN 9780002173155.
- Slatta, Richard W. (1994). Cowboys of the Americas. New Haven, CT: Yale University Press. ISBN 9780300056716.
- Strickland, Charlene (1998). Competing in Western Shows & Events. Pownal, VT: Storey Books. ISBN 9781580170314.
- Westermeier, Clifford P. (1947). Man, Beast, Dust: The Story of Rodeo. Lincoln, Nebraska: University of Nebraska Press. ISBN 9780803247437.
- „Animals Used for Entertainment: Rodeo”. People for the Ethical Treatment of Animals. Приступљено 1. 4. 2009.
- „Rodeo: Animal Abuse for the Sake of Entertainment”. Vancouver Humane Society. Архивирано из оригинала 22. 07. 2017. г. Приступљено 2. 4. 2009.
- „Welfare of animals are integral part of professional rodeos”. Journal of American Veterinary Medical Association. American Veterinary Medical Association. 15. 1. 2001.
- Allen, Michael (1998). Rodeo Cowboys in the North American Imagination. Reno: University of Nevada Press. ISBN 978-0-87417-315-4.[мртва веза]
- Aquila, Richard (1996). Wanted Dead or Alive. University of Illinois Press. ISBN 978-0-252-02224-1.
- Candelaria, Cordelia (2004). Encyclopedia of Latino Popular Culture. Greenwood Publishing Group. ISBN 978-0-313-32215-0.
- Clancy, Foghorn; Wieghorst, Olaf (1952). My Fifty Years in Rodeo: Living with Cowboys, Horses, and Danger. San Antonio, Texas: Naylor.
- „College National Rodeo Finals”. Приступљено 18. 3. 2009.
- Curnutt, Jordan (2001). Animals and the Law. Santa Barbara: ABC-CLIO. ISBN 978-1-57607-147-2.
- Dictionary.com. „Definitions and etymology of rodeo”. Приступљено 17. 3. 2009.
- Evans, J. Warren (1989) [1981]. Horses. Macmillan. ISBN 978-0-7167-4255-5.
- Groves, Melody (2006). Ropes, Reins, and Rawhide. University of New Mexico Press. ISBN 978-0-8263-3822-8.
- Harris, Moira C. (2007). Rodeo & Western Riding. Edison, NJ: Chartwell Books, Inc. ISBN 978-0-7858-2201-1.
- International Gay Rodeo Association. „IGRA History”. Архивирано из оригинала 3. 1. 2009. г.
- Johnson, Dirk (1994). Biting the Dust. University of Nebraska Press. ISBN 978-0-8032-7624-6.
- Jordan, Teresa (1992) [1982]. Cowgirls. University of Nebraska Press. ISBN 978-0-8032-7575-1.
- Kirsch, George B.; Harris, Othello; Nolte, Claire (2000). Encyclopedia of Ethnicity and Sports in the United States. Westport, CT: Greenwood Publishing Group. ISBN 978-0-313-29911-7.
- Laine, Don (2008). Frommer's American Southwest. Frommer's. ISBN 978-0-470-13606-5.
- Lawrence, Elizabeth Atwood (1984) [1982]. Rodeo. University of Chicago Press. ISBN 978-0-226-46955-3.
- LeCompte, Mary Lou (2000) [1993]. Cowgirls of the Rodeo. University of Illinois Press. ISBN 978-0-252-06874-4.
- Mellis, Allison Fuss (2003). Riding Buffaloes and Broncos. University of Oklahoma Press. стр. 123. ISBN 978-0-8061-3519-9.
- Webster, Merrian (2008). „Rodeo”. Merriam Webster, Inc. Архивирано из оригинала 14. 12. 2019. г. Приступљено 01. 12. 2019.
- People for the Ethical Treatment of Animals (PETA). „Buck the Rodeo”. People for the Ethical Treatment of Animals. Архивирано из оригинала 02. 04. 2009. г. Приступљено 17. 3. 2009.
- Pollack, Howard (1999). Aaron Copland. New York: Henry Holt. ISBN 978-0-252-06900-0.
- Regan, Tom; Jeffrey Moussaieff Masson (2004). Empty Cages. Lanham, MD: Rowman & Littlefield.  978-0-7425-3352-3.
- Serpell, James (1996). In the Company of Animals. Cambridge and New York: Cambridge University Press. ISBN 978-0-521-57779-3.
- Shilts, Randy (2007) [1987]. And the Band Played On. Macmillan. стр. 351–353. ISBN 978-1-4299-3039-0; 2nd edition 1988
- Snyder-Smith, Donna (2006). The Classic Western Rider. John Wiley and Sons. ISBN 978-0-7645-9920-0.
- Stratton, W.K. (2006) [2005]. Chasing the Rodeo. Houghton Mifflin Harcourt. ISBN 978-0-15-603121-9.[мртва веза]
- Westermeier, Clifford P. (1987) [1947]. Man, Beast, Dust. University of Nebraska Press. ISBN 978-0-8032-4743-7.
- Women's Professional Rodeo Association (WPRA). „Women's Professional Rodeo Association 2008 Rule Book: 12.2 Dress Code” (PDF). Приступљено 23. 3. 2009.